# À chacun son crooner
Pour plus de détails, voir Fiche technique et Distribution.
À chacun son crooner (Swooner Crooner) est un court métrage d'animation de la série américaine Looney Tunes réalisé par Frank Tashlin, produit par les Leon Schlesinger Productions et sorti en 1944.